# Erysichton clara
Erysichton clara, även Jameela clara, är en fjärilsart som beskrevs av Tite 1963. Erysichton clara ingår i släktet Erysichton och familjen juvelvingar. Inga underarter finns listade i Catalogue of Life.